# دونالد لاينغ
دونالد لاينغ هو فلاح وسياسي كندي، ولد في 24 مايو 1883، وتوفي في 1975. انتخب عضو المجلس التشريعي في ساسكاتشوان ‏.